# ヒガシゴリラ
ヒガシゴリラ（Gorilla beringei）は、哺乳綱霊長目ヒト科ゴリラ属に分類される霊長類。

## 分布
ウガンダ南西部、コンゴ民主共和国東部、ルワンダ北西部
模式標本の産地（基準産地・タイプ産地・模式産地）は、ルワンダ。

## 形態
体重オス165キログラム、メス90キログラム。毛衣は黒いが、まれに褐色がかった個体もいる。鼻柱に突起がない。
オスは背の体毛が白くなる。

## 分類
以下の亜種の分類は、Groves（2005）に従う。亜種の和名は、山極（2015）に従う。以下の形態は年齢や性別によって変異が大きく、標本も少ないことから亜種間の識別点として有効かどうかは議論がある。
Gorilla beringei beringei Matschie, 1903 マウンテンゴリラ
ウガンダ南西部、コンゴ民主共和国東部、ルワンダ北西部のヴィルンガ火山群およびブウィンディ森林
身長オス161 - 171センチメートル。体重オス162.5キログラム、メス97.5キログラム。顔は丸く、鼻が短い。
1996年に骨格や四肢の軟部組織の比較から、ヴィルンガ個体群とブウィンディ個体群を分割して別亜種とする説が提唱された。一方で比較した標本の数が5つ（頭骨4・骨格1）と少ないこと、分布域の距離が25キロメートルと近く400 - 500年前までは森林が連続していたこと、ミトコンドリアDNAの分子系統推定では遺伝的距離が小さいことから、この分割を否定する説が有力とされる。以下の山極(2015)を元にしたブウィンディ個体群の特徴はヴィルンガよりも標高が約1,000メートル低く平均気温が10℃が高い地域（大型な方が熱の放散を防ぐことができる）で、樹上生活（小型で長い四肢）や果実食（発達した犬歯。固い繊維質植物ではなく果実を食べるため、咀嚼筋が発達せず頭骨の幅が狭い）に適応したものだと考えられている。
ヴィルンガ個体群
体毛が長く、黒い。眼窩の幅が広い。
ブウィンディ個体群
小型で、胴が短い。体毛が短く、褐色がかる。眼窩の幅が狭い。犬歯が発達する。四肢が長く、指趾が大型。
Gorilla beringei graueri Matschie, 1914 ヒガシローランドゴリラ
コンゴ民主共和国東部
身長オス169 - 196センチメートル。体重オス175.2キログラム、メス71キログラム。顔や鼻は長い。

## 生態
標高600 - 4,100メートル（主に3,800メートル以下）にある、自然林および二次林に生息する。
基亜種では棘のある植物の葉を手で折り畳み、口内に棘があたらないようにする採食行動が報告されている。シロアリが生息しない高地に分布する個体（基亜種および亜種ヒガシローランドゴリラの高地個体群）は、少なくとも基亜種は植物についているダニやクモを無作為に食べることで動物質を補っていると考えられている。基亜種は自分の糞も含めた糞食を行い、腸内細菌の摂取や未消化の食物を再吸収していると考えられている。
繁殖様式は胎生。妊娠期間は約255日。1回に1頭の幼獣を産むが、ごくまれにではあるが2頭の幼獣を産んだ例もある。

## 人間との関係
農地開発や木材採取による生息地の破壊、内戦による政情不安および生息地の武装集団による占拠、食用の乱獲、人間からの感染症の伝搬などにより生息数は減少している。政情不安に伴い銃器が不法に流通し、密猟者にいきわたっているという問題も発生している。生息地では法的に保護の対象とされているが、密猟されることもある。生息地も国立公園や自然保護区に指定されている地域もあるが、保護区でも上記のように武装集団による侵入および占拠や、保護区内での開発が許可されていたり、違法な木材採取などが行われることもある。1975年のワシントン条約発効時（当時はゴリラGorilla gorillaとして）から、ワシントン条約附属書Iに掲載されている。
G. b. beringei マウンテンゴリラ
1980年代以降は、生息数が増加傾向にある。一方で違法な木材採取による生息地の破壊、道路建設による交通事故や生息地の分断、コンゴ民主共和国政府によるヴィルンガ国立公園内での石油採掘の許可、内戦などの政情不安による武装組織の侵入や占拠、家畜との競合、エコツーリズムでの人間による攪乱や感染症の伝搬、野犬による狂犬病の伝搬などが懸念されている。ルワンダのヴォルカン国立公園では1988年に人付けされた群れで麻疹と思われる呼吸器系疾患（死亡した個体の調査や、麻疹の抗体接種により沈静化したため）で、6頭が死亡した例がある。エコ・ツーリズム用に人に馴れていた（人付け）4つの群れのうち3つの群れ・研究観察中の3つの群れのうち1つの群れでこの感染症が確認され、感染率は81 %に達した。ヴィルンガ火山群では1990年に気管支肺炎（1988 - 1990年に人間由来で感染したと推定）による2頭の死亡例、1994年以降にゴリラ類では発見例のない3種類の腸内寄生虫が発見されルワンダ虐殺による難民の排泄物に由来すると考えられている。ウガンダのブウィンディ国立公園では1996年に人付けされた4頭の群れが疥癬に感染して幼獣が死亡し、2000 - 2001年にも同様の感染が確認された。エコツーリズムが行われているヴィルンガ国立公園内にはトイレや廃棄物処理場が整備されておらず、上記のように人間からの直接の感染症の伝搬だけでなく排泄物やゴミからの感染症の伝搬も懸念されている。
ヴィルンガ火山群ではダイアン・フォッシーが設立したダイアン・フォッシー・ゴリラ基金により、ウガンダ・コンゴ民主共和国・ルワンダ政府が連携して厳重に保護され、ブウィンディ森林の個体群もウガンダ政府によって厳重に保護されている。生息地はヴィルンガ国立公園・ヴォルカン国立公園などの、国立公園に指定されている。一方で国境にまたがるため武装勢力に侵入されやすい（ヴィルンガ）・1990年代にゲリラによって観光客が虐殺された例がある（ブウィンディ）ことから、重武装の兵士が巡回したりエコツーリズムの際には同伴して警護することが義務付けられることもある。
ヴィルンガ個体群での1989年における生息数は約324頭、2000年における生息数は359 - 395頭と推定されている。2010年における生息数は約480頭と推定されている。2015 - 2016年における生息数は604頭以上と推定されている。ブウィンディ個体群での1990年代初頭における生息数は約300頭、2002年における生息数は約320頭と推定されている。
ENDANGERED (IUCN Red List Ver. 3.1 (2001))

G. b. graueri ヒガシローランドゴリラ
焼畑農業などの農地開発や採掘による生息地の破壊、食用の乱獲、1990 - 2000年代にかけての政情不安などにより、生息数が激減している。カフジ＝ビエガ国立公園の一例では密猟の原因は食用だけでなく国立公園設置のための強制退去・狩猟民族の農耕への転換および不況による失業・アフリカゾウなどの保護動物による農作物への食害・法改正による農地の取り上げなどに対し十分な補填や対策が行われていないなどの遺恨もあるとされ、国立公園の価値を損なうために人付けされた群れが優先的に狙われた例もある。
カフジ＝ビエガ国立公園では密猟者の罪状を不問とする代わりにパトロールやツアーガイドを行う国立公園の職員として雇用・地元のNGOポレポレ基金による観光客の誘致・国立公園が独占していた利益の地元への還元・保護への啓蒙活動などの試みが進められている。
1994 - 1995年における生息数は16,900頭、2015年における生息数は3,800頭と推定されている。
CRITICALLY ENDANGERED (IUCN Red List Ver. 3.1 (2001))

日本では1961年5月30日に、ヒガシローランドゴリラのペアがコンゴ民主共和国から日本モンキーセンターに来園しているが、それぞれ4日と8日でに死亡している。2021年の時点でゴリルラ属（ゴリラ属）単位で特定動物に指定されており、2019年6月には愛玩目的での飼育が禁止された（2020年6月に施行）。

## 画像

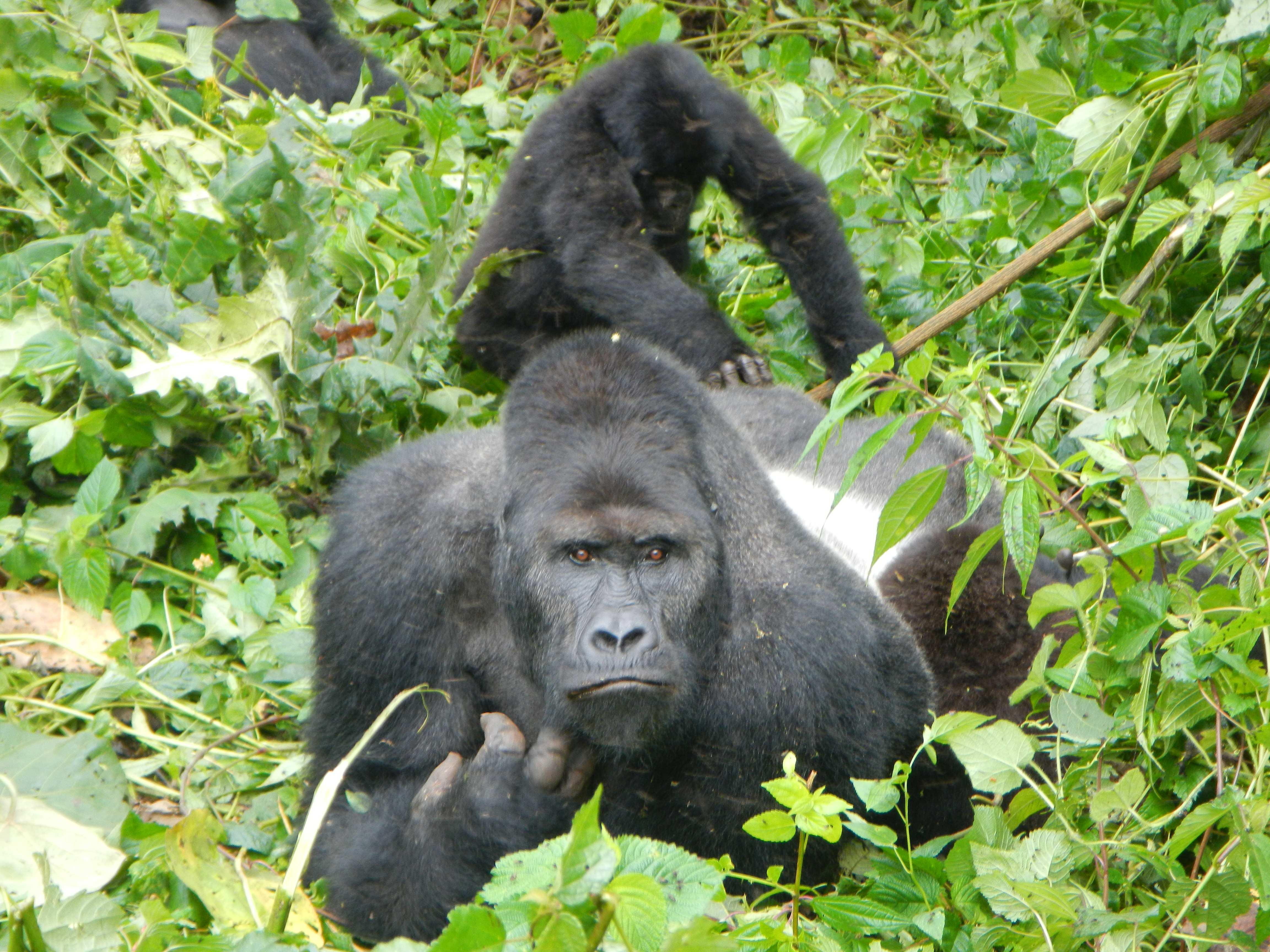
亜種ヒガシローランドゴリラ G. b. graueri